# 로빈 로버츠 (야구인)
로빈 로버츠(Robin Evan Roberts, 1926년 9월 30일 ~ 2010년 5월 6일)는 미국의 야구 선수이다. 1948년부터 1961년까지 필라델피아 필리스에서 투수로 활동하는 등 메이저 리그 베이스볼에서 선발 투수로 나섰다. 1962부터 1965년까지는 볼티모어 오리올스에서, 1965년부터 1966년까지는 휴스턴 애스트로스에서 뛰었고 1966년 시카고 컵스를 끝으로 은퇴할 때까지 남은 야구 생활을 보냈다. 1976년에 야구 명예의 전당에 입성하였다.
한편, 1961년을 끝으로 필리스를 떠난 뒤 볼티모어와 휴스턴에서 뛸 당시 38번을 착용했는데 이 등번호는 미국(커트 실링 등) 한국(노경은 등)에서  투수들이 많이 쓴다.